# Nicolai Kielstrup
 Der er for få eller ingen kildehenvisninger i denne artikel, hvilket er et problem. Du kan hjælpe ved at angive troværdige kilder til de påstande, som fremføres i artiklen.

Nicolai Kielstrup (født 4. oktober 1991) er en dansk tidligere musiker, bosat i Vejle. 
Nicolai Kielstrup vandt MGP i 2005, med sangen Shake Shake Shake. I denne forbindelse blev der udgivet en plade, navngivet De 3 vindere af MGP 2005, med deltagelse af showets tre bedst placerede (Nicolai, Signe K. og Twiz).
Nicolai bidrog med fire sange på udgivelsen: Hip Hop Beats i Låget,  Nico's Partysted, Baby, Dans Med Mig og Gør Sådan Her.
Efterfølgende deltog Nicolai Kielstrup i Junior Eurovision Song Contest i Belgien, hvor han fik en 4. plads, igen med sangen Shake Shake Shake.
Nicolai har efterfølgende udgivet tre album: 
- Nicolai (2006)
- Stage 2 (12 november i 2007)
- Dejavu – Tilbage Til Mig (2 februar i 2009)

Nicolai Kielstrup er fætter til fodboldspiller Steffen Kielstrup.